# Kaple Navštívení Panny Marie (Slavětín nad Metují)
Kaple Navštívení Panny Marie (někdy uváděná jako filiální kostel) je římskokatolická kaple v obci Slavětín nad Metují.

## Historie
Kaple, postavená v roce 1887 na křižovatce silnic do Rohenic, Bohuslavic a Městce je dominantou obce. Prostá stavba má vitrážová boční okna.

## Bohoslužby
Bohoslužby se konají 1× za čtrnáct dní v sobotu v 16.00, v době letního času v 17.00.